# St. Michael (Rottbach)

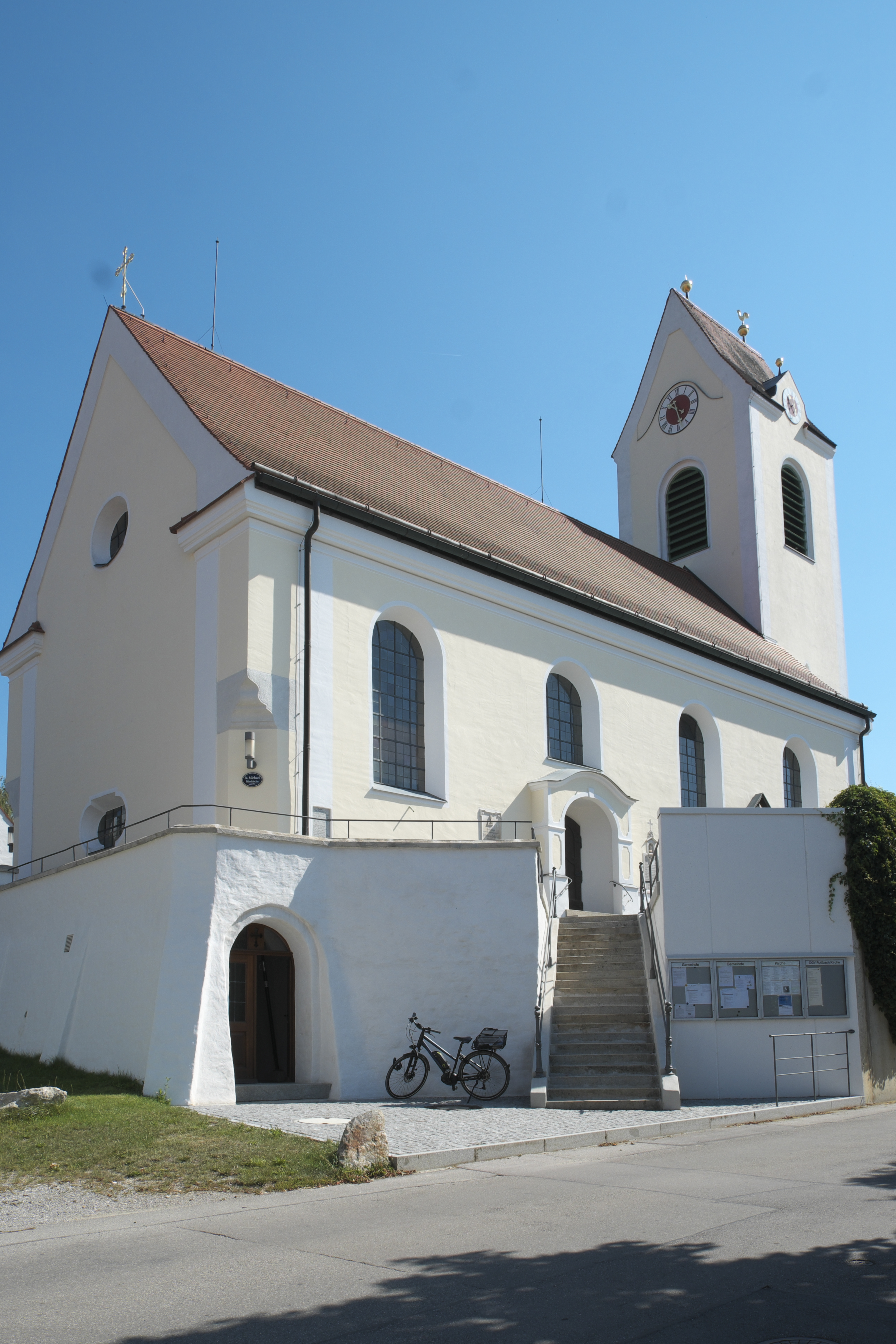
Pfarrkirche St. Michael

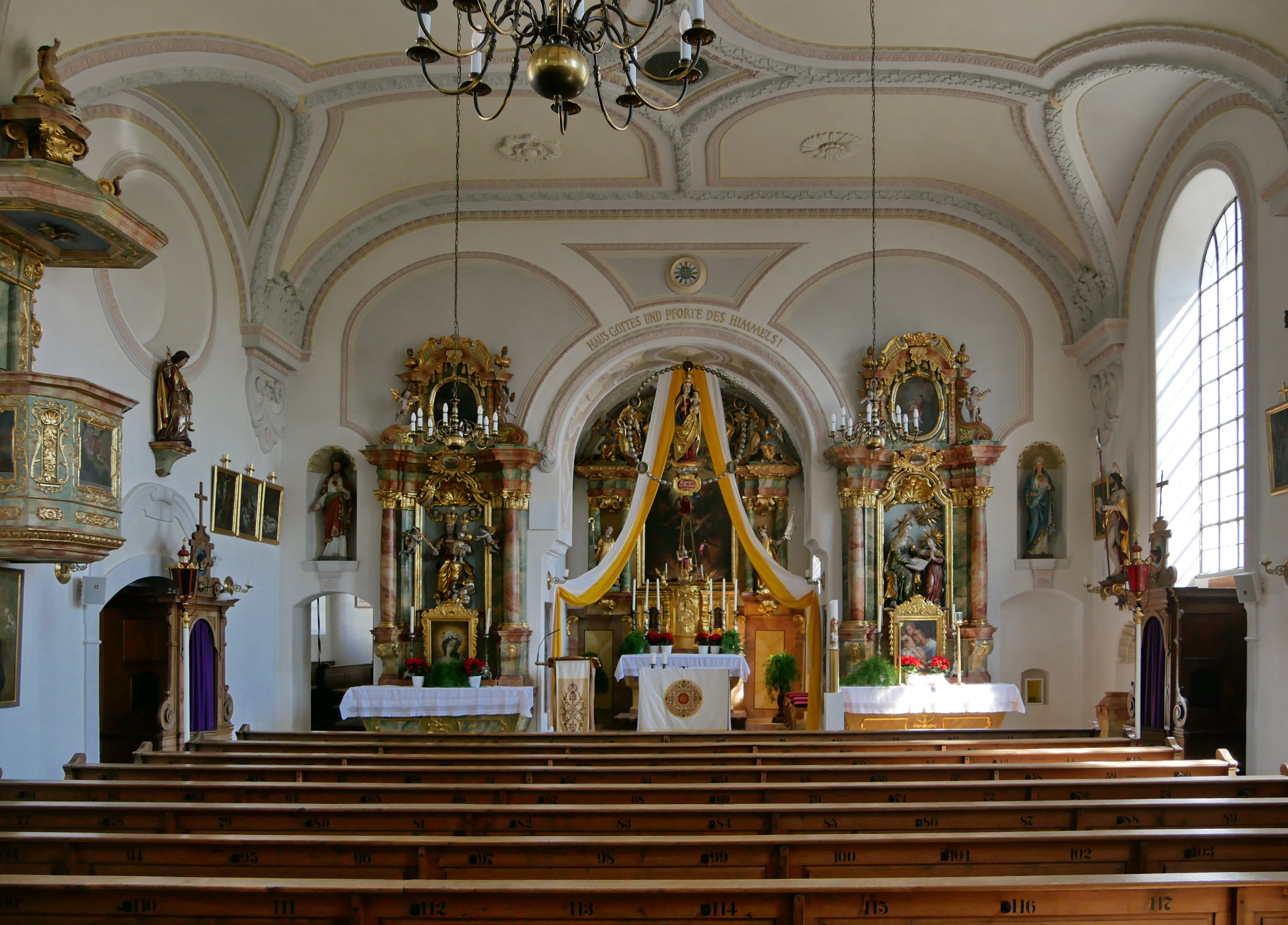
Innenraum, Blick zum Chor

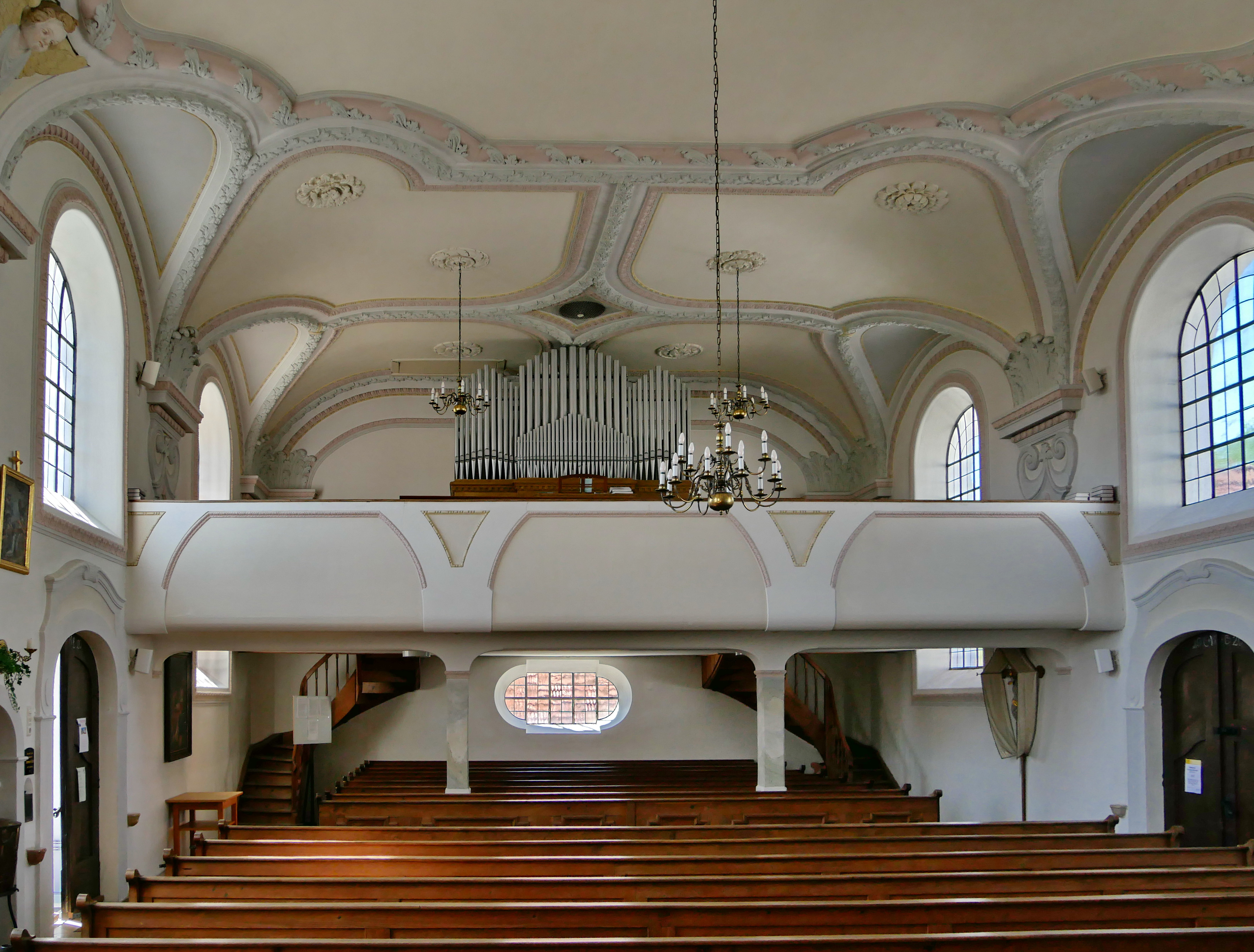
Innenraum, Blick zur Empore

Die katholische Pfarrkirche St. Michael in Rottbach, einem Ortsteil der Gemeinde Maisach im oberbayerischen Landkreis Fürstenfeldbruck, ist im Kern eine gotische Chorturmkirche, von der nur noch das Untergeschoss des Turmes erhalten ist. Die Kirche, die dem Erzengel Michael geweiht ist, gehört zu den geschützten Baudenkmälern in Bayern.

## Geschichte
Die gotische Vorgängerkirche wurde vermutlich nach dem Ortsbrand im Jahr 1485 erbaut. Ende des 17. Jahrhunderts wurde an die mittelalterliche Chorturmkirche ein neues Langhaus im Stil des Barock angebaut. Im Jahr 1912 wurde das Langhaus nach Plänen von Joseph Elsner junior durch einen Neubau ersetzt. Auch der Turm wurde damals erhöht und mit einem Satteldach gedeckt.

## Architektur
Der Chor, das ursprünglich gotische Untergeschoss des Turms, ist mit einem Kreuzgratgewölbe gedeckt, das mit barockem Felderstuck, mit Eier- und Perlstab verziert ist. Der neubarocke Stuckdekor des Langhauses wurde 1912 ausgeführt.

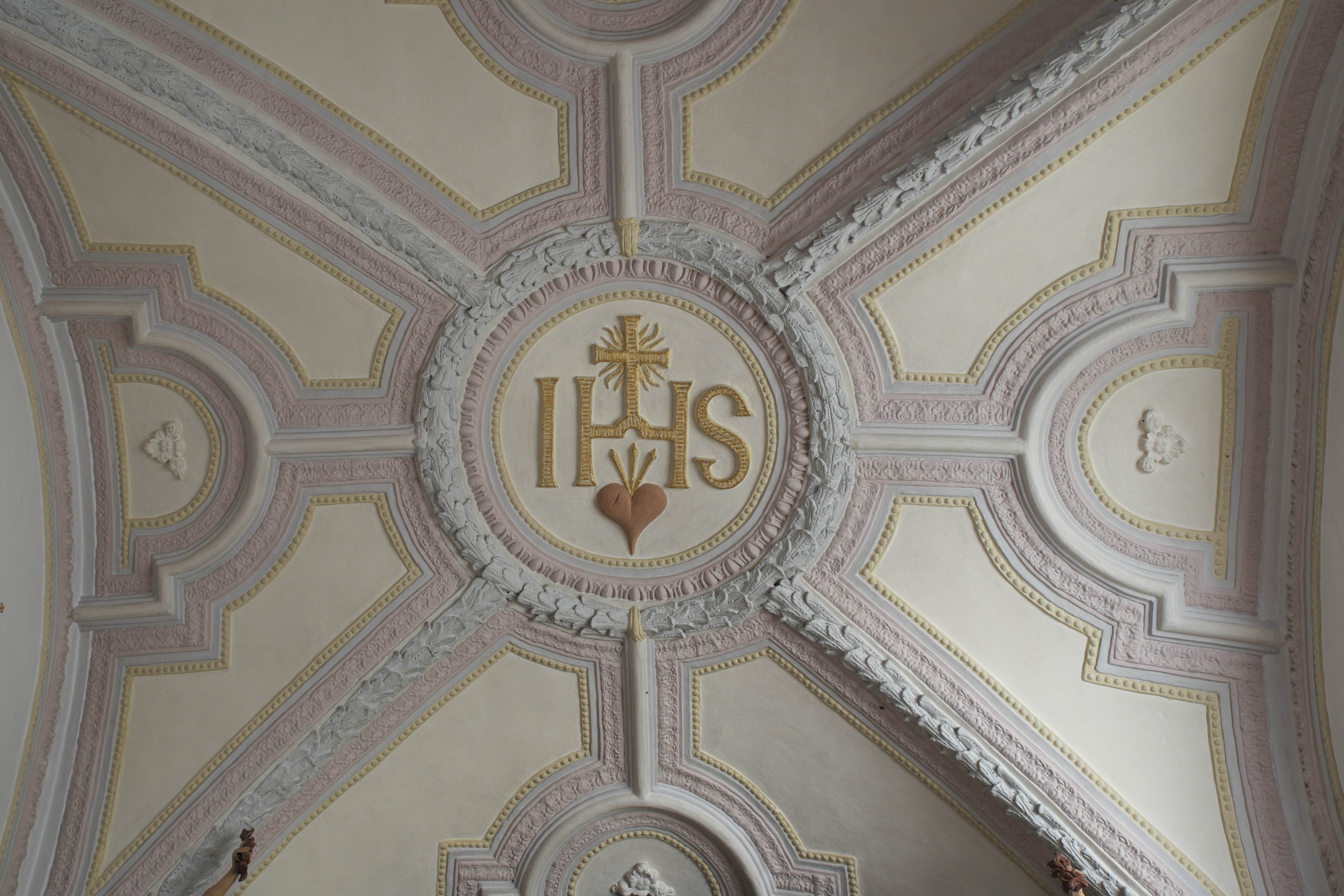
Deckenstuck im Chor
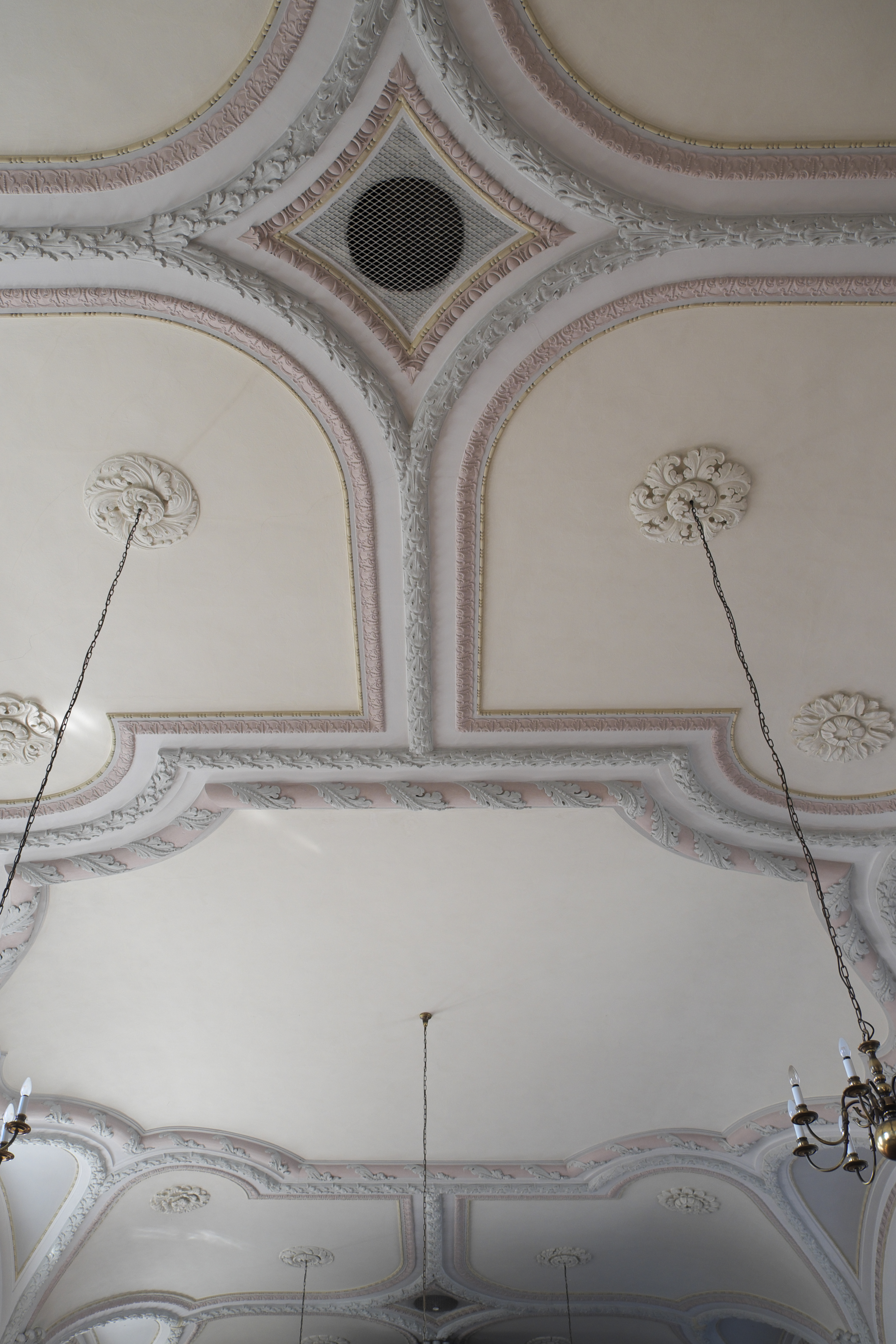
Deckenstuck im Langhaus
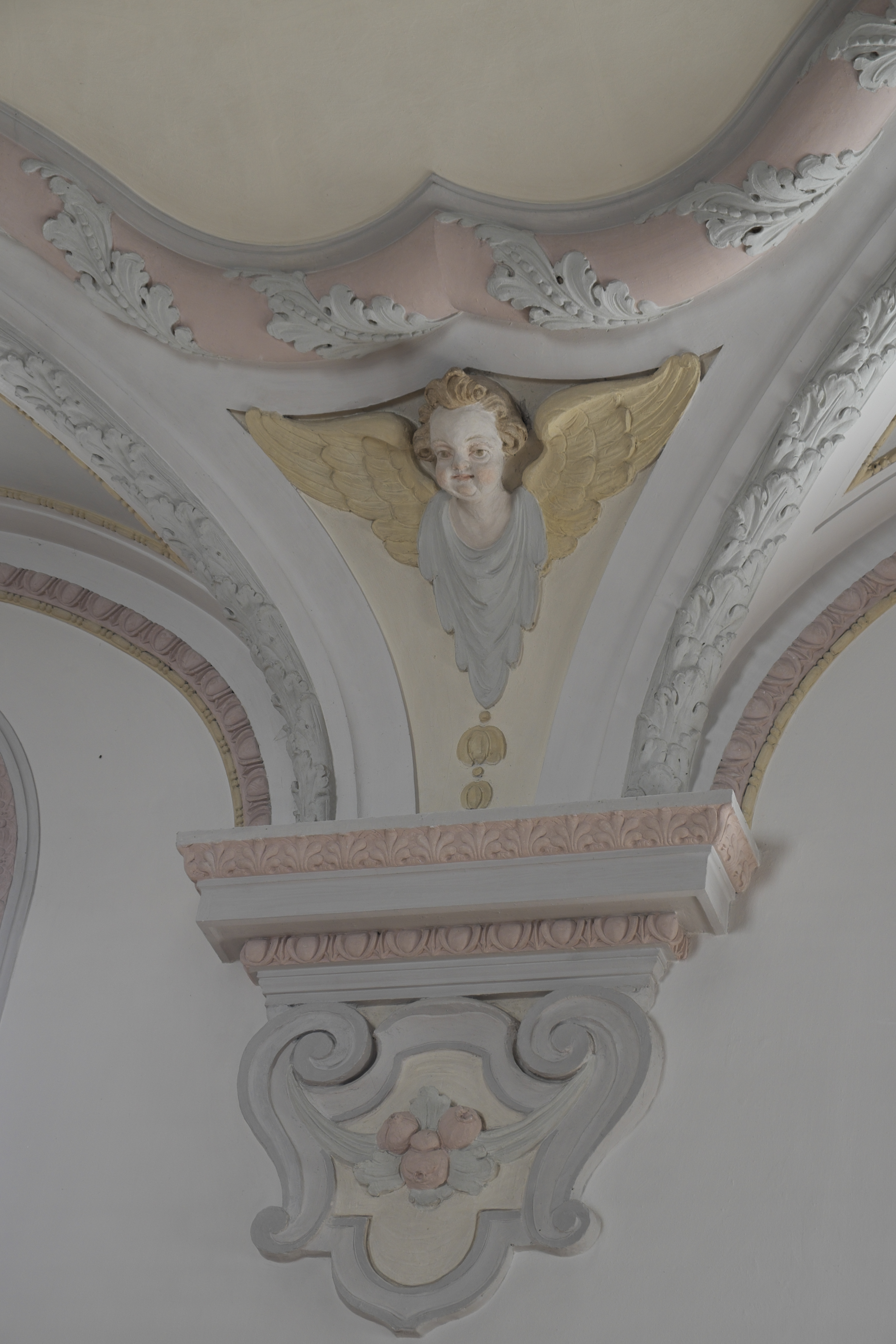
Deckenstuck im Langhaus

## Ausstattung

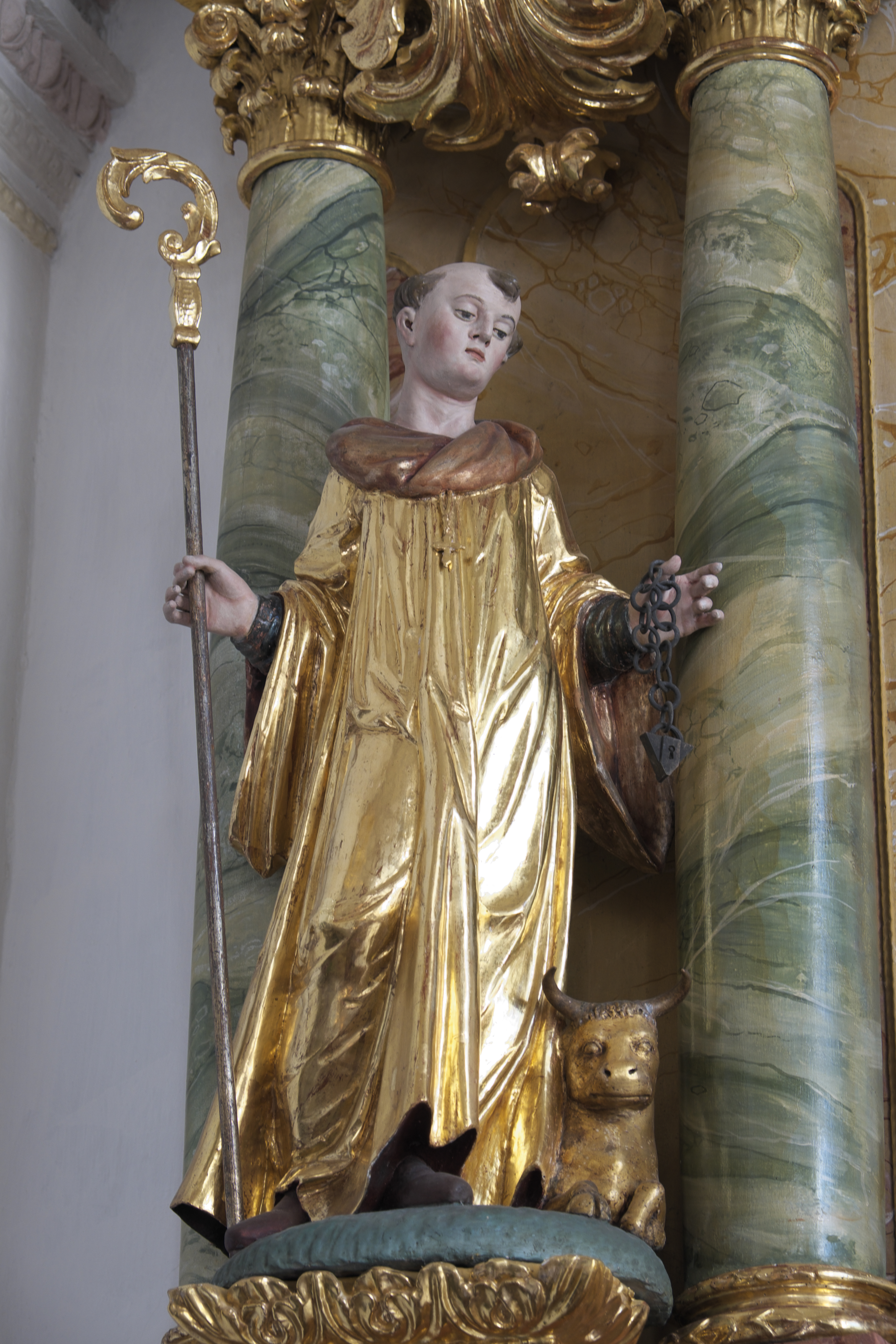
Hochaltar, heiliger Leonhard

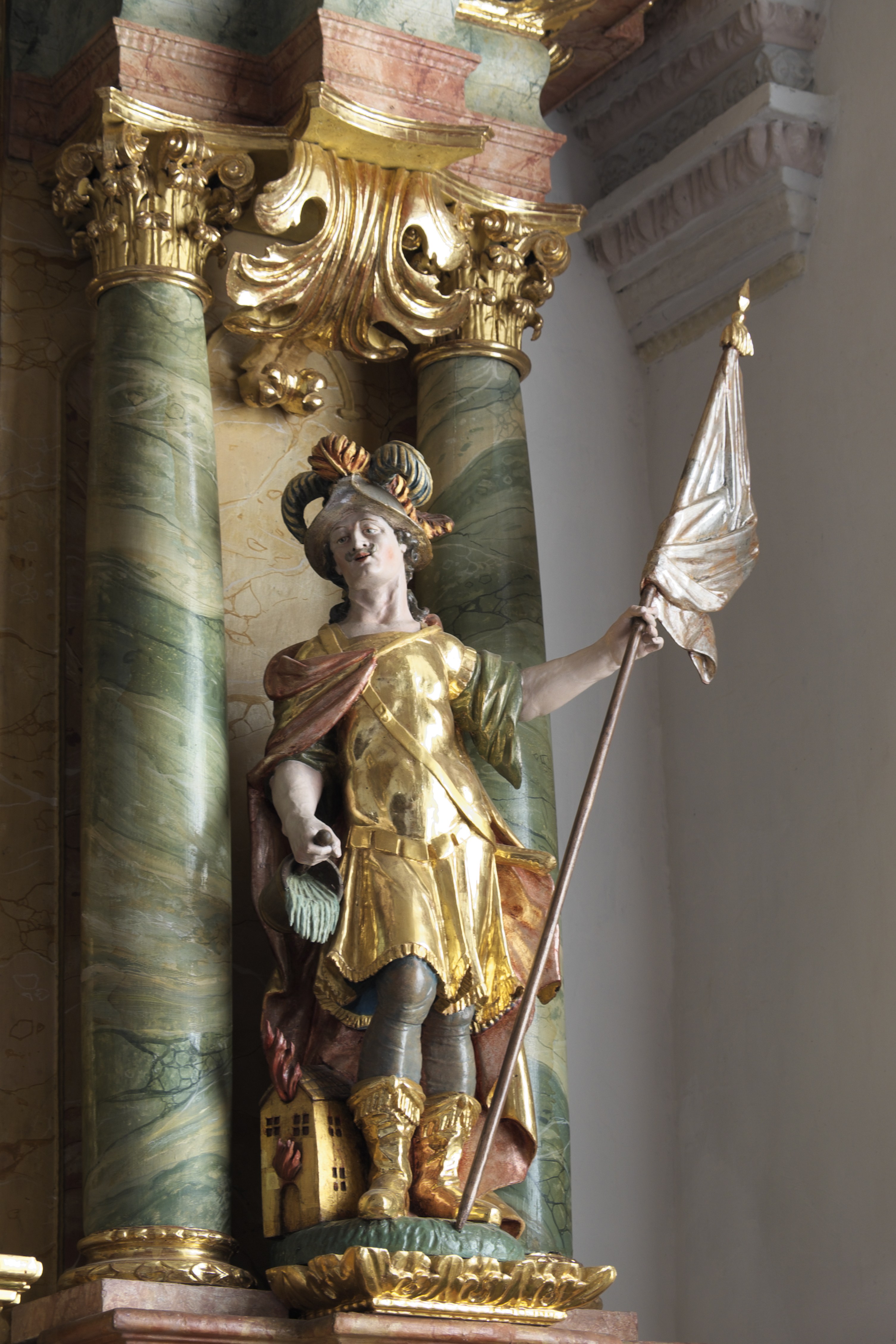
Hochaltar, heiliger Florian

- Der Hochaltar stammt vermutlich von 1699. Seitlich stehen die Figuren des hl. Leonhard und des hl. Florian. Das Altarblatt ist bezeichnet „Anna Roesler 1900“; es stellt den Erzengel Michael dar, den Schutzpatron der Kirche, der Luzifer besiegt.
- Unter dem Chorbogen hängt eine Rosenkranzmadonna aus der Zeit um 1470/80.
- In die gleiche Zeit datiert wird die Figur des Erzengels Michael an der nördlichen Langhauswand. Er hält in seiner rechten Hand das Flammenschwert und in seiner linken die Seelenwaage.
- Die beiden Seitenaltäre, links der Marienaltar, rechts der Annenaltar, wurden 1720/30 angefertigt.
- Die Kanzel stammt aus der ersten Hälfte des 17. Jahrhunderts.
- In die Wände des Chors sind Priestergrabsteine aus dem 17. und 18. Jahrhundert eingelassen.
- Das Epitaph an der Südwand des Langhauses wurde im 16. Jahrhundert für den Pfarrer J. Hochreiter geschaffen.
- Die Orgel stammt von Georg Glatzl.

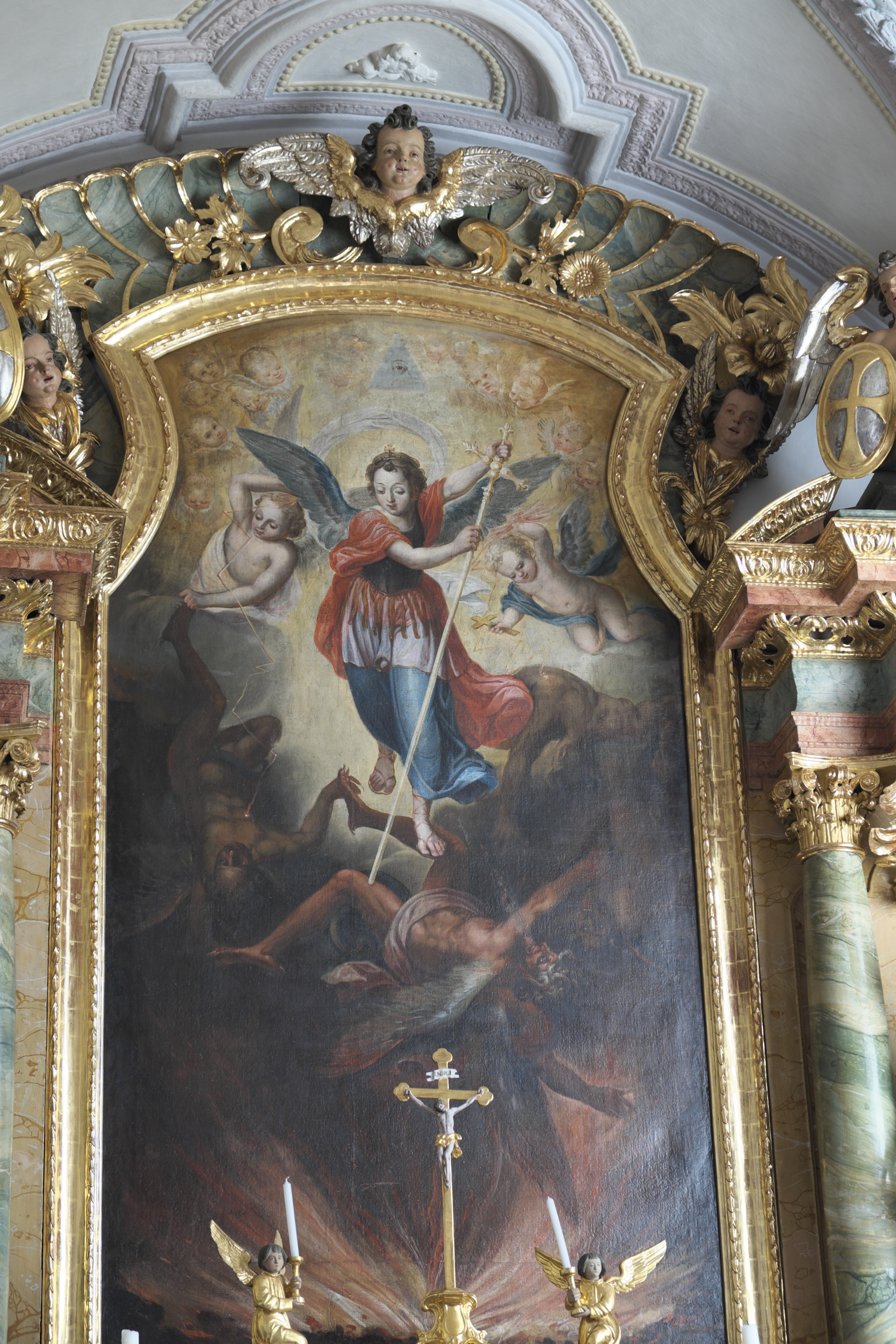
Hochaltar, Erzengel Michael
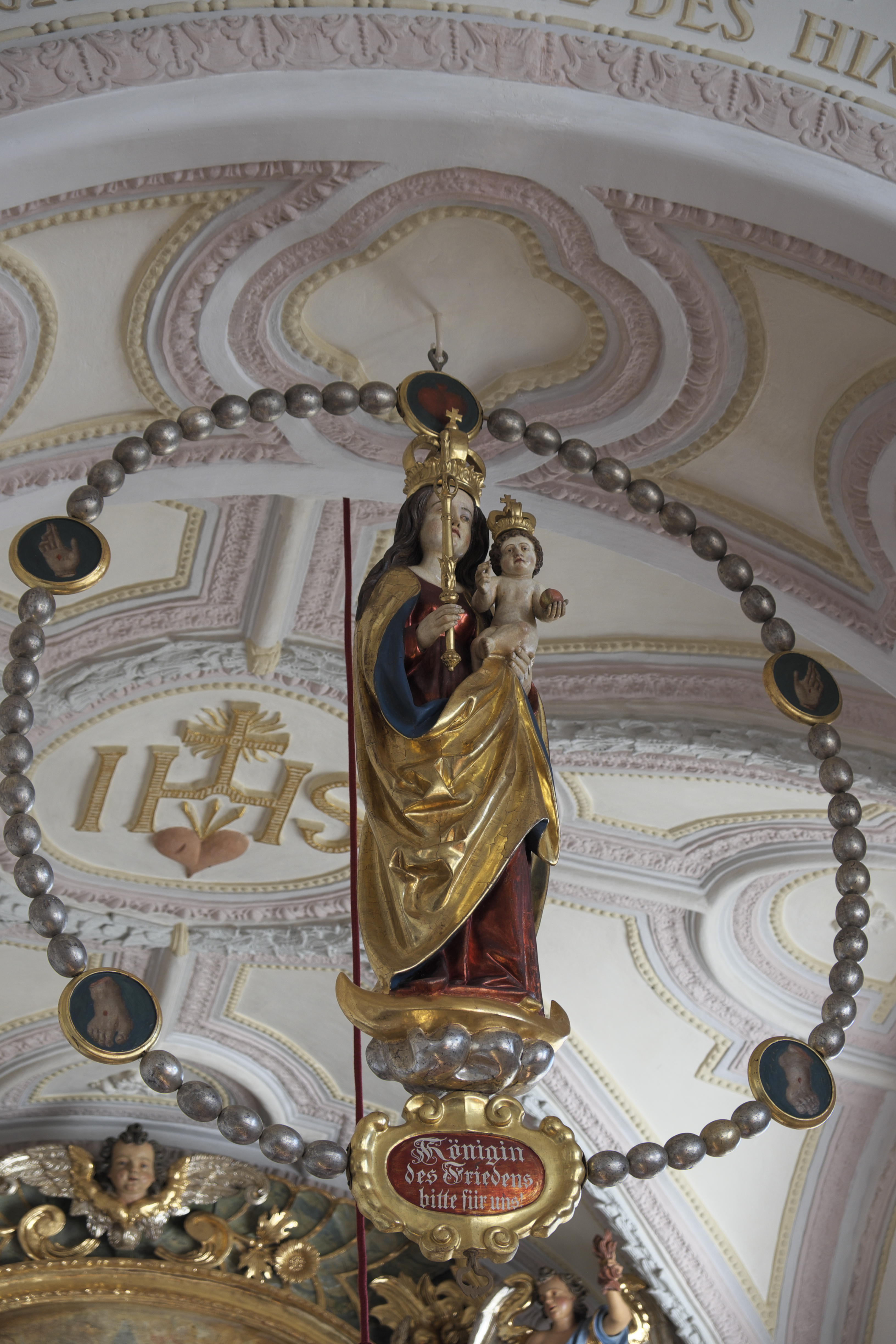
Rosenkranzmadonna
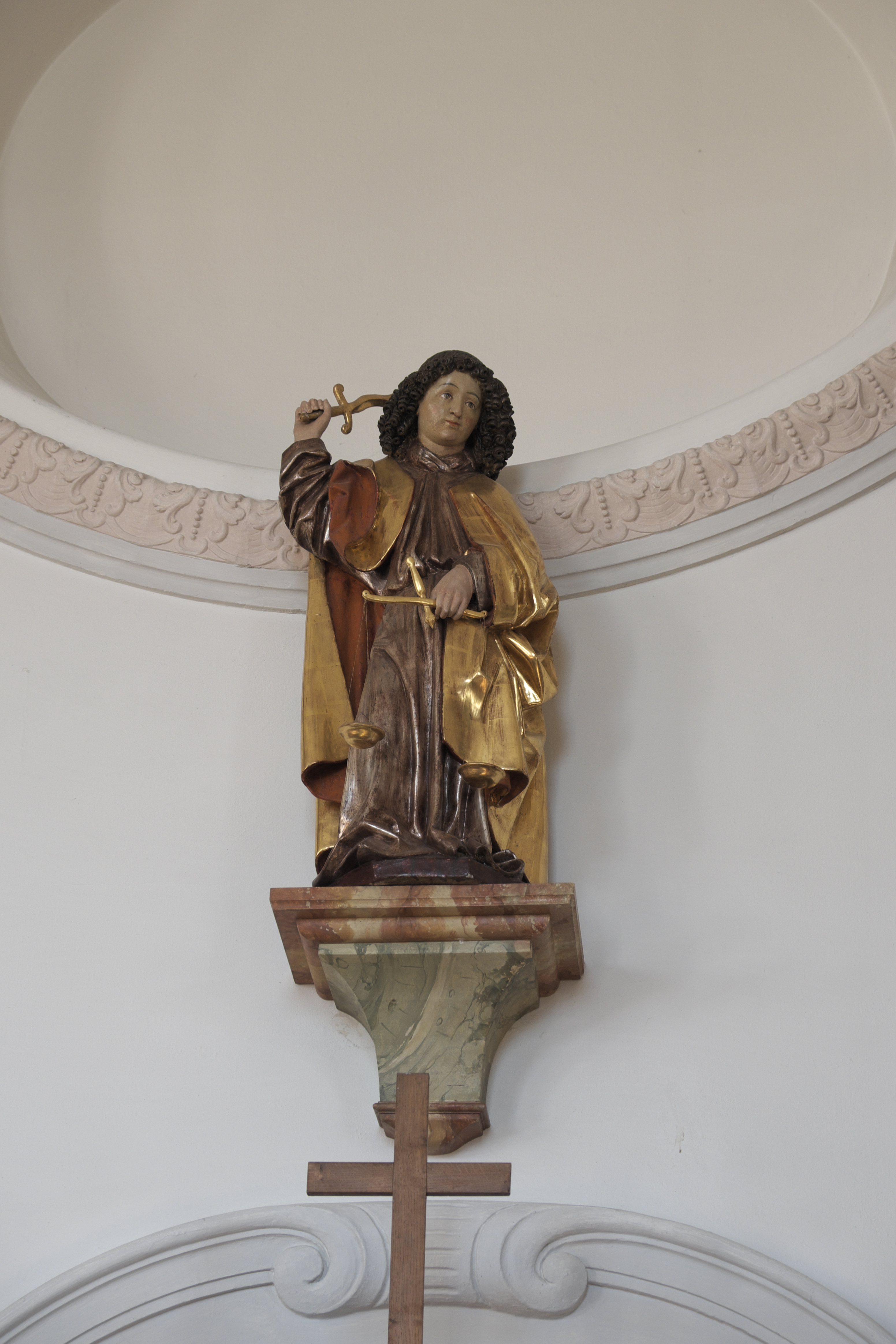
Erzengel Michael
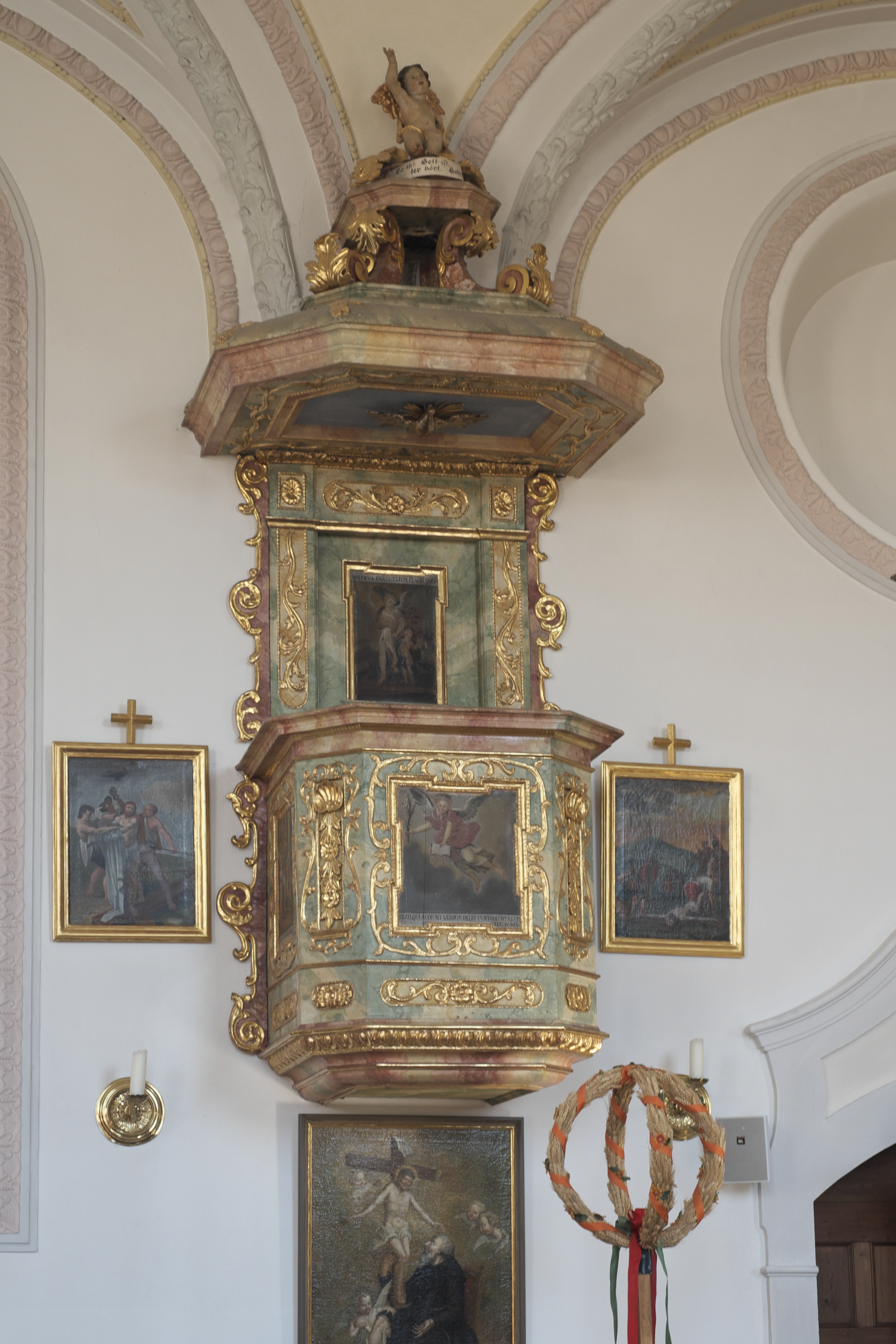
Kanzel